# Erg Ubari
Der Erg Ubari (arabisch عرق أوباري, DMG ʿIrq Ūbārī; auch Idehan Ubari) ist eine Sandwüste (Erg) der Sahara. Sie befindet sich zum allergrößten Teil in Libyen. Zwei kleine Ausläufer reichen im Westen bis nach Algerien.

## Geografie
Der Erg Ubari erstreckt sich über eine Fläche von 61.000 km². Davon liegen 58.000 km² in den Provinzen (Munizipien) Ghat, Wadi al-Haya, Sabha und Wadi asch-Schati’ im Westen Libyens. Im äußersten Westen erstrecken sich zwei kleine Ausläufer der Sandwüste mit einer Fläche von 2.800 km² bis in die algerische Provinz Illizi. Die kürzeste Entfernung zur Küste des Mittelmeeres beträgt 410 Kilometer.

## Topografie
Der Erg Ubari weist eine langgezogene Form auf, die maximale Längserstreckung beträgt 630 km in Richtung West–Ost. Die größte Breite ist im zentralen Teil des Ergs ausgebildet und beträgt 250 km in Richtung Nord–Süd. Die beiden westlichen Ausläufer weisen eine Länge von jeweils etwa 260 km auf. Der nordwestliche Ausläufer wird als Erg Bou Rarhet bezeichnet. Der Ausläufer im Osten des Erg Ubari wird als Ramlat az Zellaf bezeichnet.
Die Sandwüste wird im Norden von den steinigen Plateaus der Hammada Tinghert in Algerien und der Hammada al-Hamra in Libyen sowie weiter im Nordosten von der Senke des Wadi asch-Schati' (nach welchem das gleichnamige Munizip benannt ist) und dem Gebirge des Jabal al-Hasawna umgrenzt. Im Südosten wird der Erg vom langgezogenen Wadi al-Agial und den steinigen Plateaus des Msak Mellet und Msak Mustafit begrenzt. Die südwestliche Umrahmung bildet das Fadnoun-Plateau in Algerien. 
Die Umrahmung und die Festgesteinsbasis des Erg Murzuk weisen Höhen von 350 m bis 600 m auf. Die darüber aufgebauten Dünen erreichen im Westteil des Ergs Höhen bis zu 170 m. Die höchsten Dünenkämme liegen bei 810 m. Innerhalb des Ergs sind zahlreiche tiefe abflusslose Senken (Sebkhas) ohne Sandbedeckung ausgebildet, deren Höhenlage jener der Umrahmung des Ergs entspricht. Daraus ist ersichtlich, dass unterhalb der Sanddünen des Erg Ubari keine Aufragungen des festen Untergrundes bestehen.

## Seen im Erg Ubari

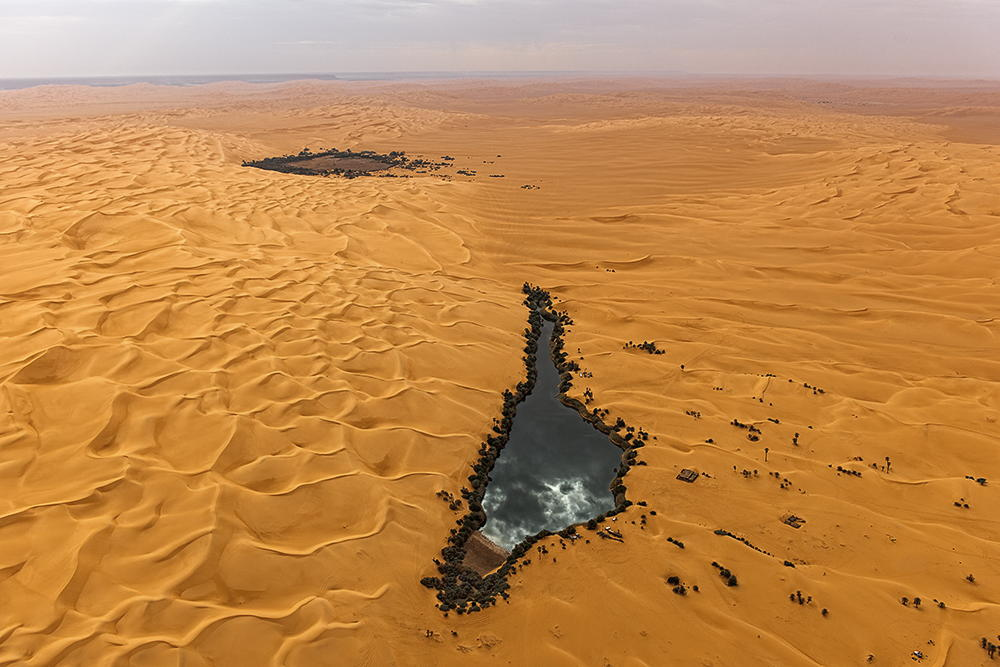
Um el Ma (vorne) und Mandara-See (im Hintergrund)

In dem im Munizip Wadi al-Haya gelegenen Südostteil des Ergs befinden sich etwa 16 dauerhaft wasserführende kleine Seen.
| Name           | Bild | Nr. a | Lage b                          | Fläche ha | Länge max. m | Breite max. m | Anmerkungen                |
| Afredga-See    |      | 19    | 26.931666666667 13.350555555556 | 0,6       | 100          | 70            | auch Fredgha-See           |
| Alenba         |      | 22    | 26.945 12.978055555556          | 0,8       | 160          | 80            | auch El Emba oder El Amba  |
| Am-Alhasas-See |      | 20    | 26.8825 13.288055555556         | 1,9       | 360          | 80            | auch Um El Ressas          |
| Amlahsan-See   |      | 15    | 26.913888888889 13.480555555556 | 13,9      | 580          | 370           | auch Um El Hassan          |
| Atrona-See     |      | 17    | 26.928333333333 13.383888888889 | 4,5       | 450          | 150           | auch Truna                 |
| Bin-Atay-See   |      | 24    | 26.698055555556 13.071666666667 | 10,4      | 530          | 300           |                            |
| Gaberoun-See   |      | 6     | 26.803888888889 13.537777777778 | 8,7       | 510          | 230           |                            |
| Mafosee        |      | 5     | 26.787222222222 13.506944444444 | 2,3       | 330          | 100           |                            |
| Mahruqah-See   |      | 8     | 26.716388888889 13.4225         | 8,2       | 1400         | 130           | auch Maharuga              |
| Mandara-See    |      | 1     | 26.691944444444 13.313055555556 | 30,0      | 760          | 640           |                            |
| Nashnusha-See  |      | 18    | 26.946666666667 13.400555555556 | 0,7       | 180          | 60            | auch Nech Nuna oder Nuchia |
| Tengerzan-See  |      | 14    | 26.8925 13.500555555556         | 12,9      | 740          | 200           | auch Tingherzan            |
| Um el Ma       |      | 2     | 26.71 13.333611111111           | 5,4       | 850          | 140           |                            |
| Scheleghmin    |      | 11    | 26.795833333333 13.464722222222 | 9,3       | 500          | 310           |                            |
| Tademka        |      | 12    | 26.934444444444 13.664722222222 | 0,4       | 80           | 60            |                            |
| NN             |      | 25    | 26.958611111111 13.4825         | 0,2       | 120          | 30            |                            |
| Baqat-See      |      | 4     | 26.770555555556 13.471944444444 | 0,7       | 250          | 50            | versandet! c               |
| El Beher       |      | 13    | 26.889722222222 13.555555555556 | 0,2       | 100          | 20            | versandet!                 |
| Eduissa        |      | 9     | 26.733611111111 13.4625         | 1,4       | 280          | 70            | versandet!                 |
| El Oghla       |      | 27    | 27.045277777778 13.035          | 4,7       | 270          | 270           | versandet!                 |
| Loghlogh       |      | 3     | 26.76 13.458333333333           | 1,5       | 270          | 90            | versandet!                 |
| NN             |      | 7     | 26.689166666667 13.393333333333 | 8,5       | 890          | 190           | versandet!                 |
| NN             |      | 16    | 26.926666666667 13.454166666667 | 4,0       | 270          | 240           | versandet!                 |
| NN             |      | 26    | 27.0075 13.416944444444         | 2,8       | 390          | 100           | versandet!                 |
| NN             |      | 23    | 26.930833333333 13.281388888889 | 6,7       | 530          | 180           | versandet!                 |
| NN             |      | 21    | 27.006666666667 13.2775         | 1,7       | 290          | 100           | versandet!                 |
| NN             |      | 29    | 26.851388888889 13.586944444444 | 0,4       | 240          | 20            | versandet!                 |

Für den Gaberoun-See wird eine Tiefe von 26 m angeführt, jene des Um el Maa wird mit 9 m angegeben. Da einige der Seen sehr seicht sind, können diese zeitweise gänzlich austrocknen, weshalb die genaue Anzahl der wassererfüllten Seen variieren kann.
Sämtliche Seen, die alle auf einer ähnlichen Höhe von 430 bis 450 m liegen, werden ausschließlich unterirdisch von sehr warmen artesischen Grundwasserzuflüssen gespeist. Durch die starke Verdunstung kühlt das Wasser der Seen in den oberflächennahen Schichten ab, weshalb teils hohe Temperaturgradienten zu beobachten sind. Infolge der tausende Jahre langen Verdunstung stieg der Salzgehalt des Wassers stetig an.

## Besiedelung
Der Großteil des Erg Ubari ist mit Ausnahme einzelner Bäume in den Sebkhas vollkommen vegetationslos und unbesiedelt. Eine Ausnahme davon bildet das Gebiet um die kleinen Seen im Südosten des Ergs, wo viele der Seen von einem Gürtel aus Dattelpalmen umgeben sind. Beim Mandarasee und beim Gaberoun-See gab es kleine Siedlungen der dort ansässigen Dauadas. Um 1990 wurden jedoch die Dauada unter Gaddafi in neu errichtete Siedlungen am Rande des Ergs zwangsweise umgesiedelt. Die bestehenden Häuser wurden zerstört, nur die Moschee am Gaberoun-See blieb erhalten.
Im östlichen Teil des Ergs finden sich sowohl nördlich als auch südlich des Dünenmeeres ausgedehnte Palmengürtel mit teilweise dichter Besiedelung. Entlang des im Norden gelegenen Wadi asch-Schati' liegen von West nach Ost die Oasenorte Adiri, Wanzarik, Zahra, Barqin, Al Mahruqah, Brak und Ashkda. Südlich des Ergs liegt ganz im Westen el-Auenat. Weiter östlich liegen im Wadi al-Agial die Oasenorte Ubari, Aldeesa, Al Hatiyah, Ghurayfah, Germa, Tuosc, Burayk, Tuwiwah, Garagara, Al Fujayj, Al Qaraya, Al Riqebah und Bint Bayyah. Am Ostrand des Erg Ubari liegt Sabha, die Hauptstadt des gleichnamigen Munizips.

## Verkehr
Mit Ausnahme der nachstehend genannten Straßen gibt es innerhalb des Erg Ubari keine höherrangigen und asphaltierten Verkehrswege:
- Die algerische Nationalstraße RN 3, welche die Städte In Aménas und Illizi verbindet, quert den Erg im äußersten Westen.
- Der Trans-African Highway 3 quert den Erg im östlichen Ausläufer Ramlat az Zellaf. Er verbindet die Städte Brak und Sabha.
- Etwa 12 km östlich verläuft die alte Verbindungsstraße Brak–Sabha, welche über die Oase Taminhint führt.
- Mehrere Versorgungsstraßen im Bereich des El-Sharara-Ölfeldes am Südrand des Ergs nordwestlich von Ubari.

Darüber hinaus ist der Erg durch Pisten erschlossen, die nur mittels Geländewagen befahrbar sind. Mit Ausnahme der zahlreichen Seen, zu denen zahlreiche Pisten führen, gibt es nur wenige Pisten, die den Erg queren.
Im Osten und Südosten befinden sich die Flughäfen von Brak, Sabha und Ubari sowie der Militärflugplatz Tamanhint. Im Nordwestteil des Ergs befinden sich an dessen Rändern drei kleine Flugplätze mit unbefestigten Pisten ohne jegliche Infrastruktur. Aufgrund der Nähe zur algerischen Grenze und der Lage weit außerhalb von Siedlungsgebieten ist eine ausschließlich militärische Nutzung wahrscheinlich.

## Wirtschaft
Am Südrand des Erg Ubari befindet sich das größte Ölfeld Libyens, das El-Sharara-Ölfeld. Dieses wird von der Akakus Oil Operations in Kooperation mit NOC, Repsol, Total, OMV und Equinor betrieben. In zwei 723 km langen 30"-Pipelines wird das geförderte Öl quer durch den Erg Ubari nach Norden über Uwaynat Wanin und die Hammada al-Hamra zur 50 km westlich von Tripolis gelegenen Hafenstadt az-Zawiya transportiert. Im Bereich des Erg Ubari verlaufen die Pipelines unterirdisch und etwa 50 m parallel zueinander. Auf aktuellen Satellitenbildern ist zu erkennen, dass die Pipelines mancherorts in den Dünen durch Sandverwehungen temporär freigelegt werden.
Ein weiteres Ölfeld befindet sich in Algerien in Edjeleh südöstlich von In Aménas, knapp an der Grenze zu Libyen, wo seit 1956 Erdöl gefördert wird.

## Tourismus
Bis zum Sturz Gaddafis 2011 waren der Erg Ubari und seine Seen ein beliebtes Ziel von Wüstenreisenden. Die nur mit Geländewagen erreichbaren Seen wurden von Individualreisenden besucht oder es wurden von libyschen Reiseveranstaltern mehrtägige Reisen zu den Seen angeboten. Der nach wie vor herrschende Bürgerkrieg brachte den Tourismus fast vollständig zum Erliegen.